# روبن اپیتیه
روبن اپیتیه (انگلیسی: Rubén Epitié؛ زادهٔ ۱۹ مهٔ ۱۹۸۳) بازیکن فوتبال اهل گینه استوایی است.
از باشگاه‌هایی که در آن بازی کرده‌است می‌توان به باشگاه ورزشی اروپا اشاره کرد.
وی همچنین در تیم‌های ملی فوتبال گینه استوایی بازی کرده‌است.